# Girl You Know It's True
Girl You Know It's True (en español: Nena sabes que es verdad) es el álbum debut del grupo alemán de dance-pop Milli Vanilli.
El álbum fue todo un éxito en Norteamérica, logrando posicionar algunos de sus sencillos en las listas de éxitos estadounidenses. En enero de 1990, Girl You Know It's True fue certificado seis veces disco de platino por la RIAA luego de pasar ocho semanas en lo más alto de la lista Billboard Top 200. Fue disco de diamante en Canadá, donde vendió cerca de un millón de unidades. Debido al escándalo que representó la acusación hecha por el periodista Chuck Philips en la que se comprobó que Rob Pilatus y Fab Morvan no eran los verdaderos cantantes de Milli Vanilli, Arista Records retiró a la banda de su catálogo.

## Lista de canciones
1. "Girl You Know It's True" - 4:13
2. "Baby Don't Forget My Number" - 3:59
3. "More Than You'll Ever Know" - 4:32
4. "Blame It on the Rain" - 4:19
5. "Take It as It Comes" - 3:41
6. "It's Your Thing" - 3:51
7. "Dreams to Remember" - 3:54
8. "All or Nothing" - 3:17
9. "Girl I'm Gonna Miss You" - 3:57
10. "Girl You Know It's True" (N.Y. Subway Extended Mix)" - 6:27

## Listas de éxitos
| Lista (1988-1990)                  | Posición |
| ---------------------------------- | -------- |
| Canadá (Billboard Canadian Albums) | 1        |
| Estados Unidos (Billboard 200)     | 1        |